# Феминистский экзистенциализм
Феминизм — это совокупность движений, направленных на определение, установление и защиту равных политических, экономических и социальных прав для женщин. Экзистенциализм — это философское и культурное движение, которое считает, что отправной точкой философского мышления должен быть человек и его опыт, что морального мышления и научного мышления вместе недостаточно для понимания всего человеческого существования и, следовательно, необходим дополнительный набор категорий, регулируемых нормой подлинности (подлинность в контексте экзистенциализма — это признание ответственности, которую мы несём за своё существование). Эта философия анализирует отношения между человеком и вещами или другими человеческими существами и то, как они ограничивают или обусловливают выбор.
Экзистенциалистские феминистки подчёркивают такие понятия, как свобода, межличностные отношения и опыт жизни в человеческом теле. Они ценят способность к радикальным изменениям, но признают, что такие факторы, как самообман и беспокойство, вызванные возможностью изменений, могут ограничить её. Многие из них посвящены разоблачению и подрыву навязанных обществом гендерных ролей и культурных конструкций, ограничивающих самоопределение женщин, и критикуют постструктуралистских феминисток, которые отрицают внутреннюю свободу отдельных женщин. Женщина, которая делает обдуманный выбор в отношении своего образа жизни и страдает от беспокойства, связанного с этой свободой, изоляцией или несоответствием, но при этом остаётся свободной, демонстрирует принципы экзистенциализма. Романы Кейт Шопен, Дорис Лессинг, Джоан Дидион, Маргарет Этвуд и Маргарет Дрэббл включают таких экзистенциальных героинь.

## Главные экзистенциальные феминистки
Симона де Бовуар известная экзистенциалистка и одна из основателей феминизма второй волны. Бовуар исследовала подчинённую роль женщины как «Другого», патриархально вынужденного имманентного характера в своей книге «Второй пол», которую некоторые считают кульминацией её экзистенциальной этики. В книгу вошла знаменитая фраза «Женщиной не рождаются, ею становятся», положившая начало различию пола и гендера. «Второй пол» Бовуар предоставил терминологию для анализа социальных конструкций женственности и структуру для критики этих построений, которая использовалась в качестве инструмента освобождения, обращая внимание на способы, которые использовали патриархальные структуры, чтобы лишить женщин внутренней свободы их тела. Некоторые говорят, что Бовуар идет дальше, чем Сартр, несмотря на то, что его часто упускают из виду во многих работах об экзистенциалистском феминизме.
Жан-Поль Сартр был французским философом, экзистенциалистом и феноменологом, внёсшим большой вклад в экзистенциальный феминизм посредством таких работ, как экзистенциальный психоанализ. В этой работе Ж.-П. Сартр утверждает, что индивид является пересечением универсальных схем, и отвергает идею чистого индивида.
Морис Мерло-Понти был ещё одним французским философом, внесшим большой вклад в сфере экзистенциализма. Многие последующие теоретики, такие как Джудит Батлер, критиковали его методы, в том числе его сексуальную идеологию. Другие теоретики пренебрегали, рассматривая его как «подделку Сартра».

## Критика

### Симона де Бовуар
Некоторые критические замечания в этой области касаются Бовуар и её описанию экзистенциалистского феминизма в частности. Гвендолин Дольске критикует то, что Бовуар не соответствует своим работам, отмечая, что женщины в художественных произведениях Бовуар подчиняются культурным нормам, а не покоряют свою «Друговость». Саймонс критикует неспособность Бовуар перенести свою работу из теории на практику.

### Критика сексизма
Однако большая часть критических замечаний касается недостатков теории в целом. Марджери Коллинз и Кристин Пирс обвиняют ограниченный антиэссенциализм Сартра в его сексистских взглядах, которые затем опровергает Хейзел Барнс. Мариэллен Макгиган критикует взгляд Ортеги на неполноценность женщин, сексуальное состояние Джулии Марии и рассказ Фредерика Буйендейка о женском опыте.

### Распространение на гендерные и расовые исследования
Джо-Энн Пиларди описывает женский эротизм в работах Бовуар, а Жюльен Мерфи сравнивает взгляд или взгляд Сартра с Адрианной Рич. Нэнси Поттер связывает переживания женщин, переживших инцест, со страхом и тревогой. Дженис Маклейн использует концепцию плоти Мерло-Понти для описания членовредительства. Шеннон Салливан критикует анонимное тело Мерло-Понти. Линда Белл переносит понятие подлинности Сартра из феминистского экзистенциализма в феминистскую этику. Т. Денин Шарпли-Уайтинг использует анализ расистских и колонизированных субъективностей Фанона для обсуждения феминизма.